# Calenzana
Calenzana (en cors Calenzana) és un municipi sota l'estat francès, situat a Còrsega, al departament d'Alta Còrsega. L'any 1999 tenia 1.722 habitants.

## Demografia
| 1962  | 1968  | 1975  | 1982  | 1990  | 1999  |
| ----- | ----- | ----- | ----- | ----- | ----- |
| 1.050 | 1.061 | 1.478 | 1.623 | 1.535 | 1.722 |

## Administració
| Període | Identitat      | Partit | Qualitat |  |
| ------- | -------------- | ------ | -------- |  |
| 2001-   | Pierre Guidoni |        |          |  |

## Galeria d'imatges

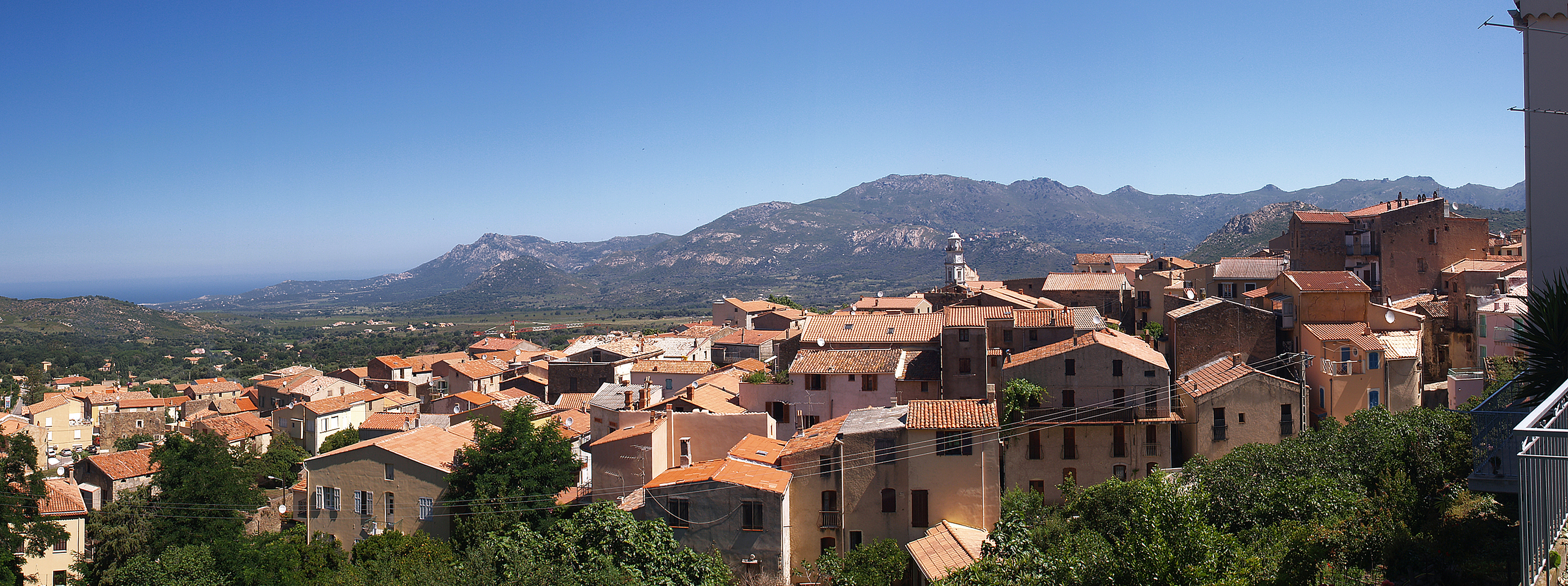
Vista des del golf de Calvi
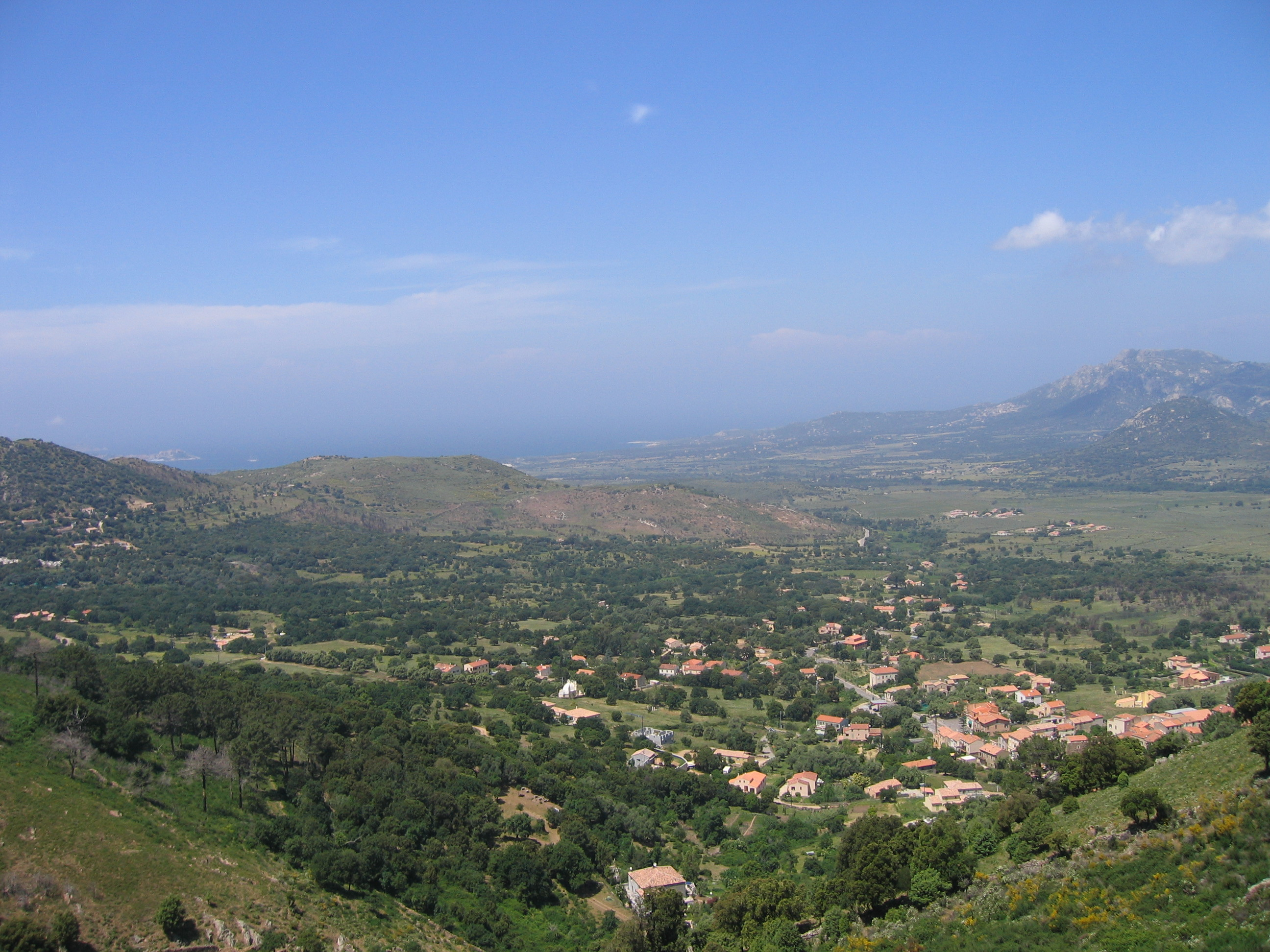
Foto presa des de la GR20, maig 2005
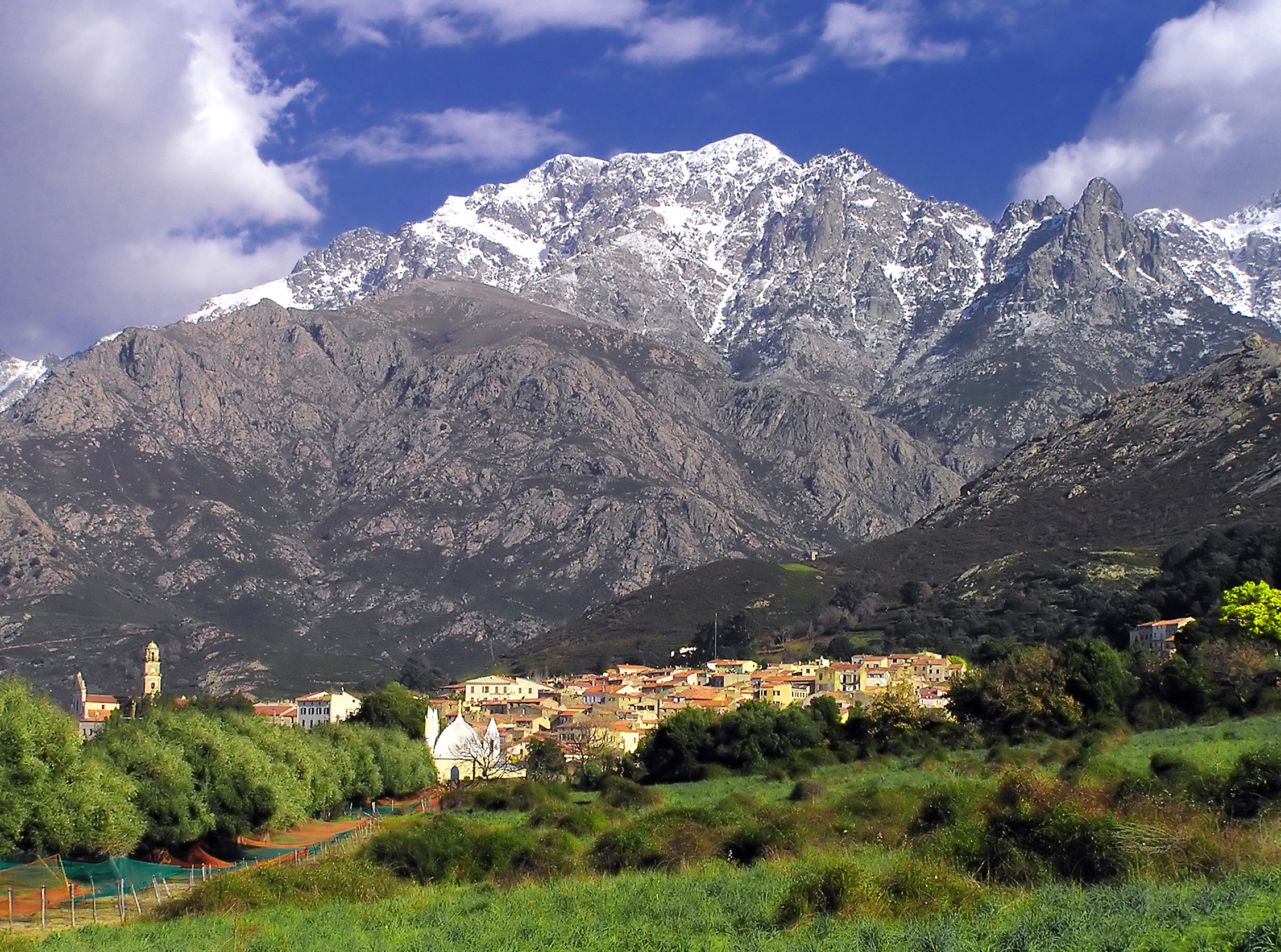
Calenzana
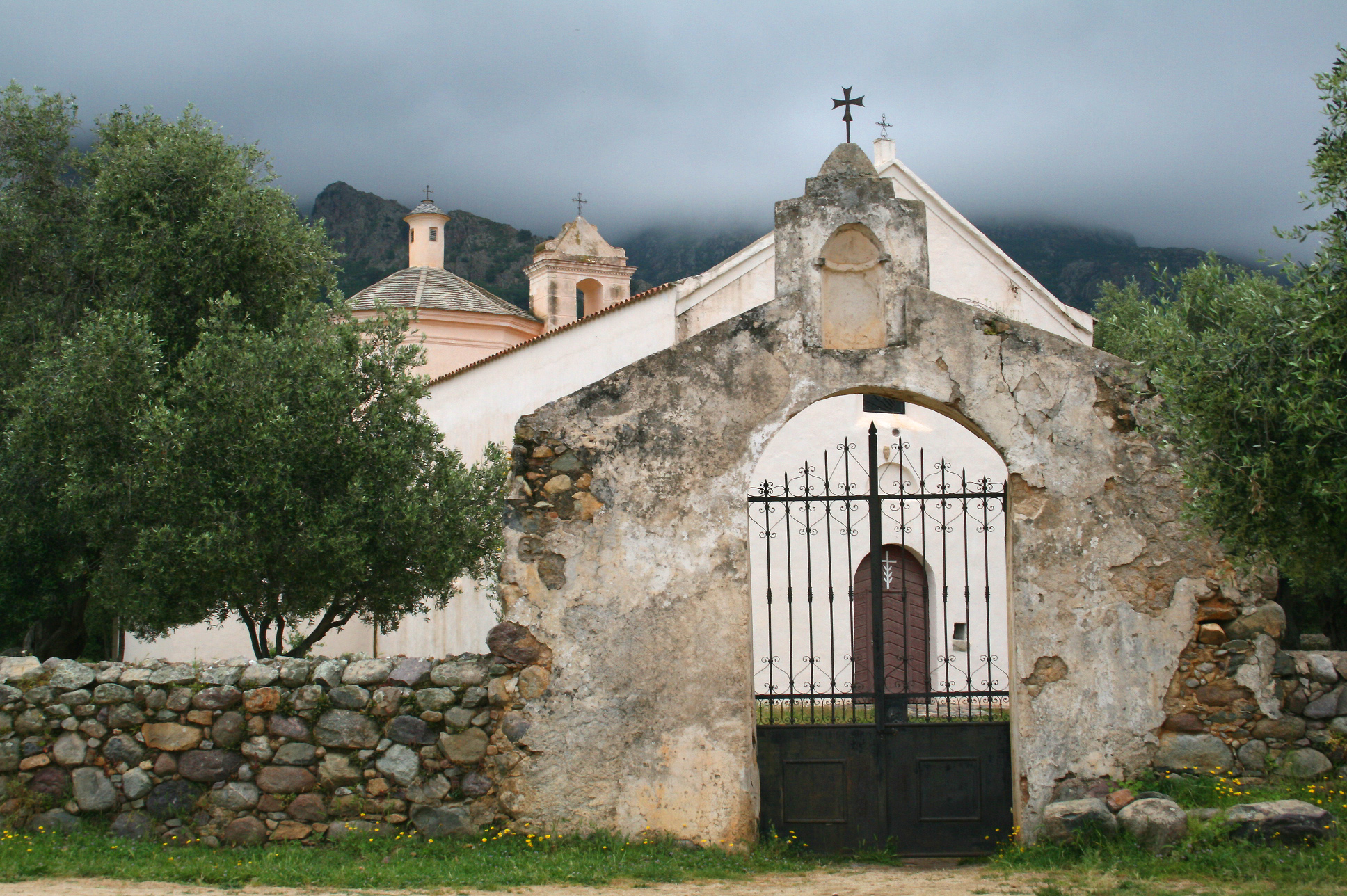
Capella de Sainte-Restitude
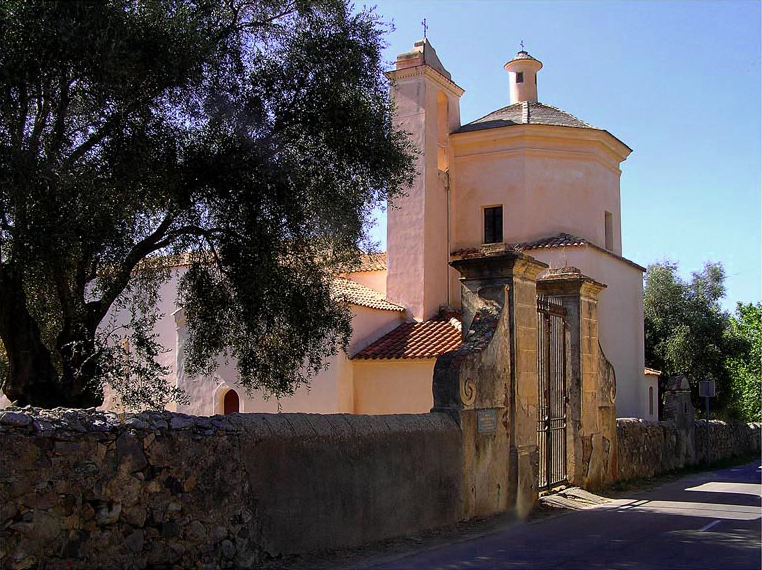
Capella de Sainte-Restitude
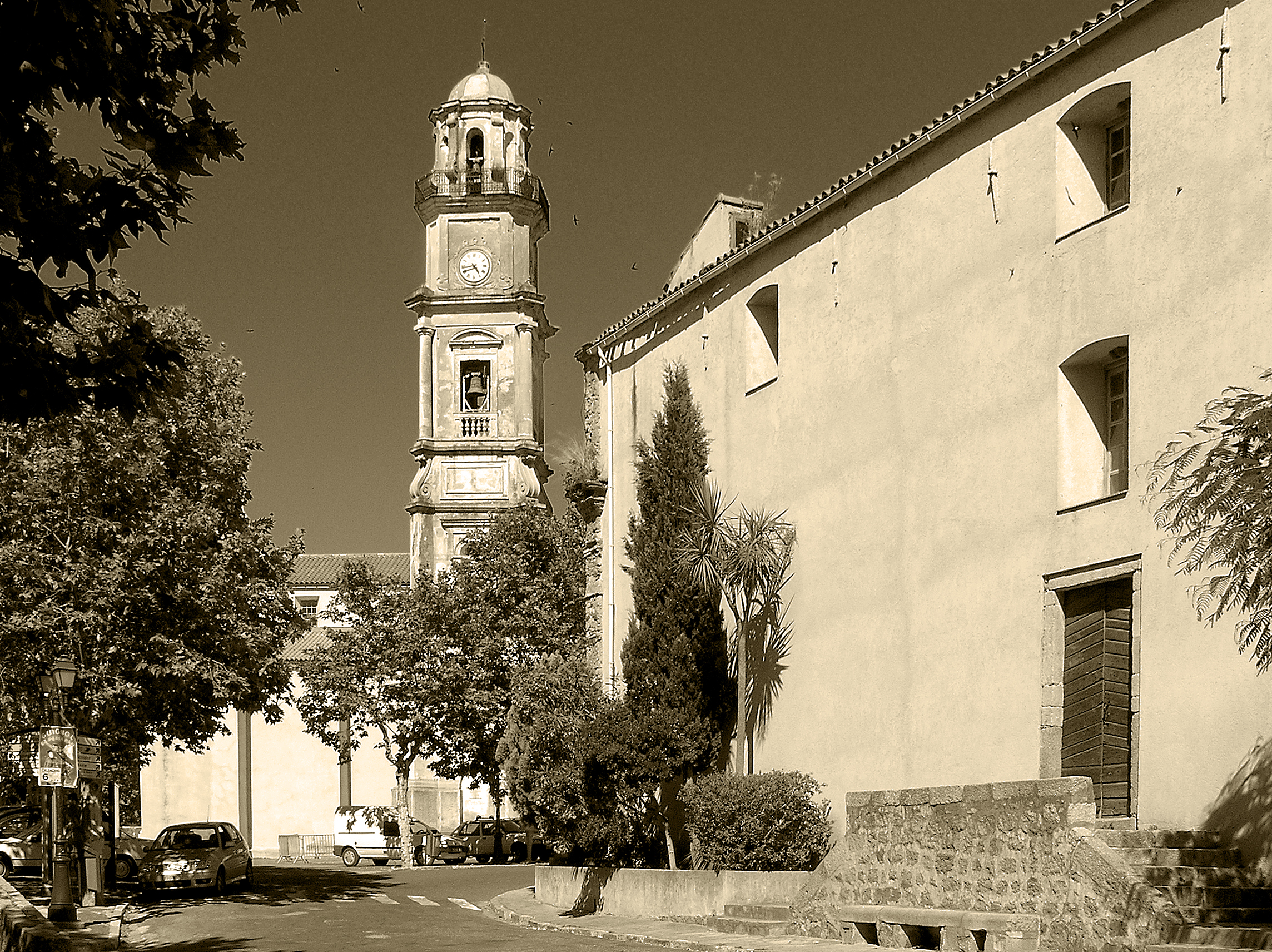
St. Blaise el 2005
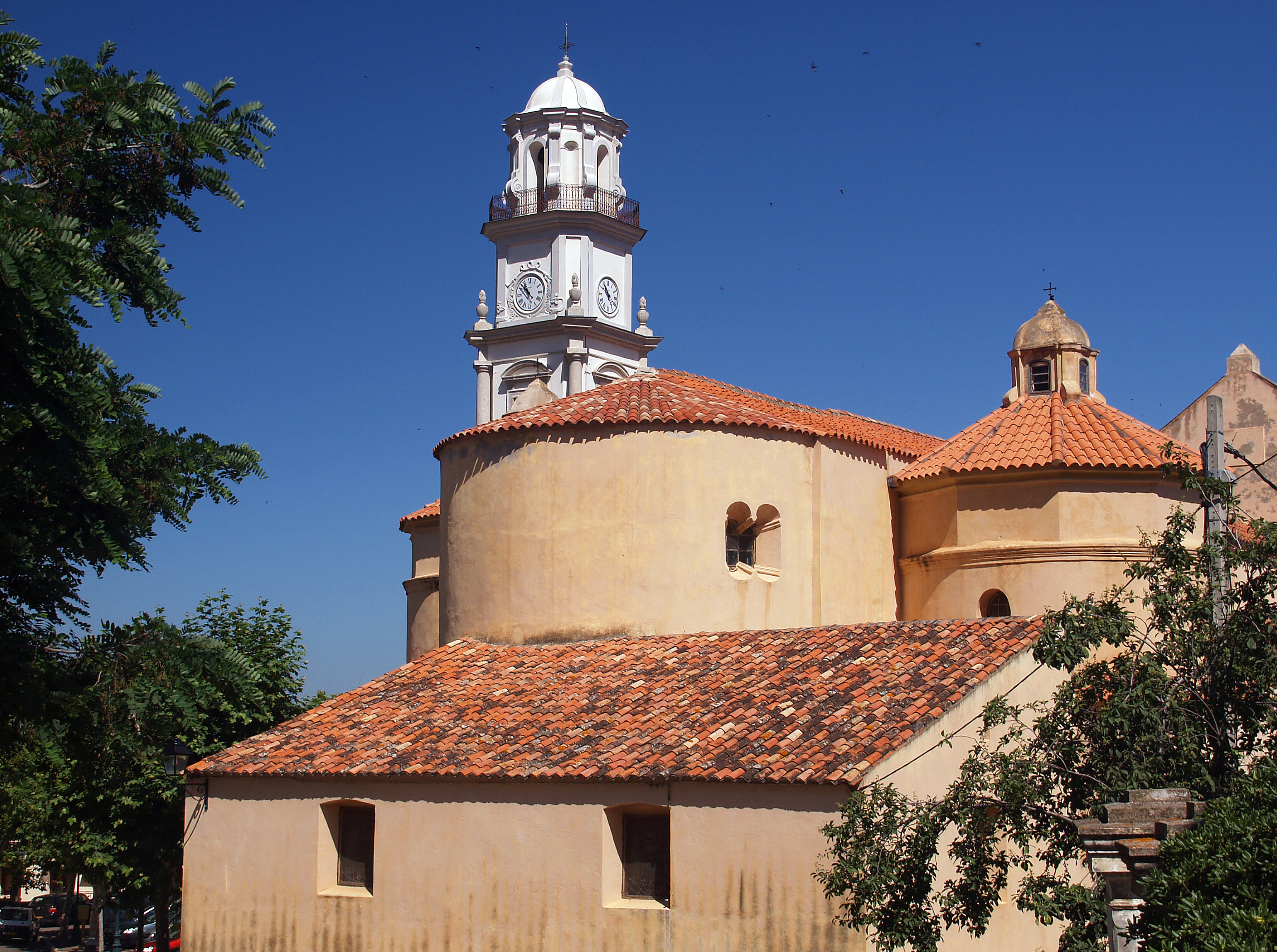
Església parroquial de St. Blaise restaurada
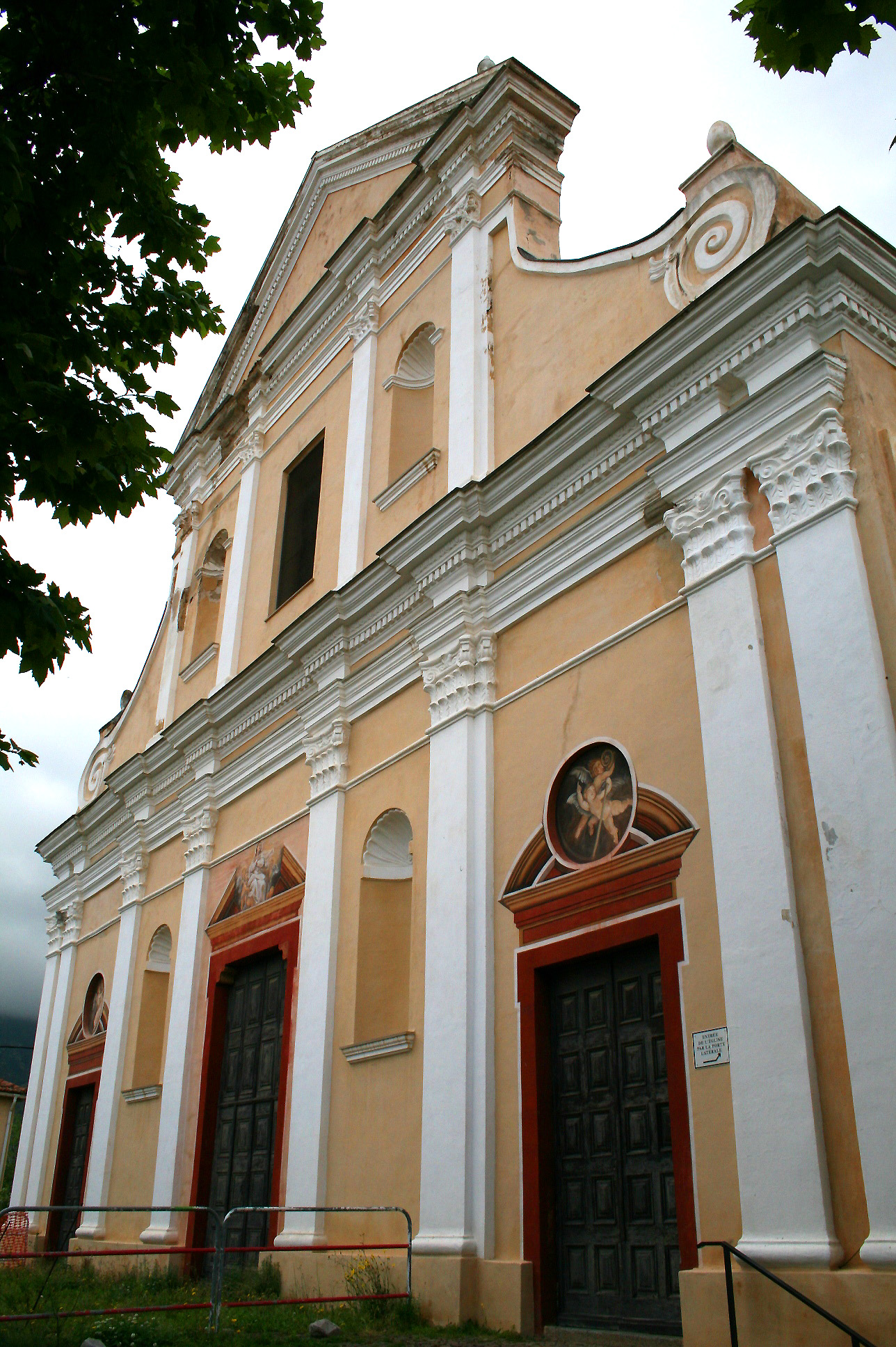
St. Blaise
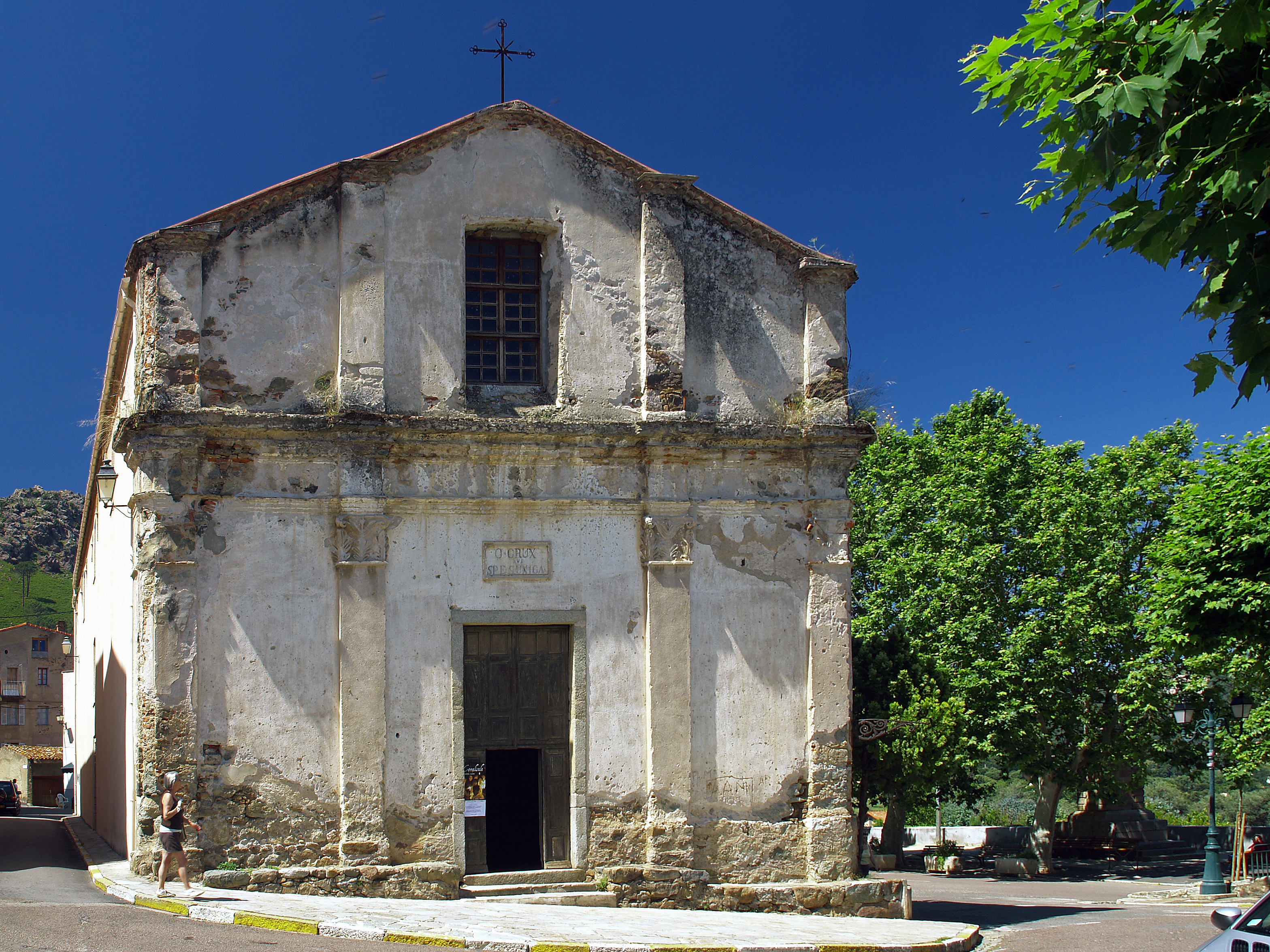
Cofraria de Sainte Croix
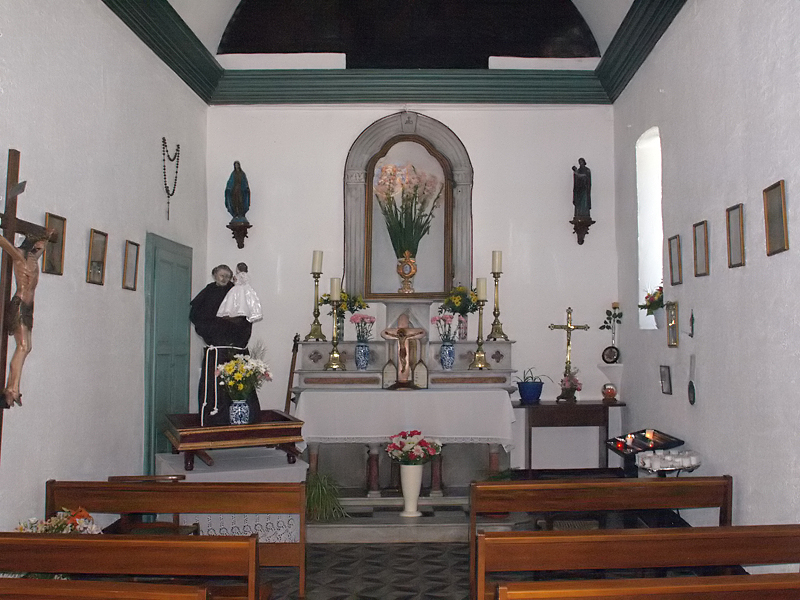
Oratori St. Antoine
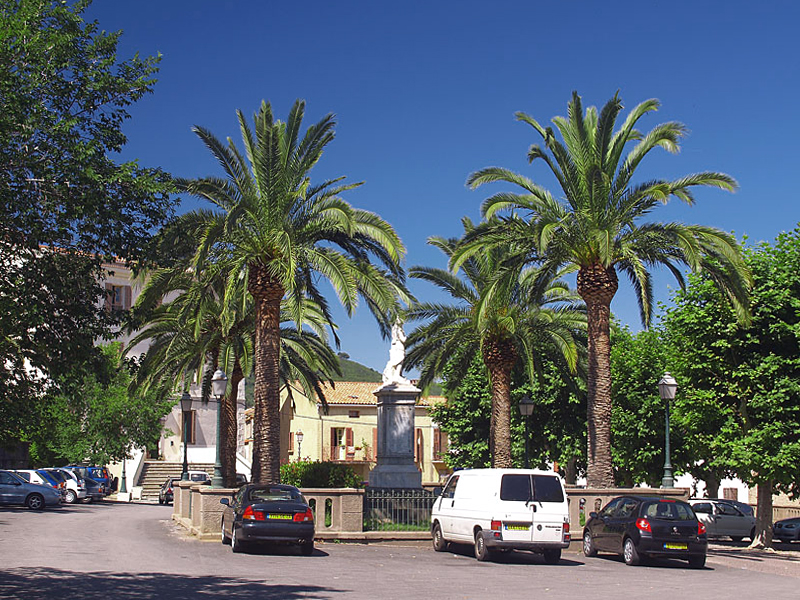
Plaça del Monument als Morts
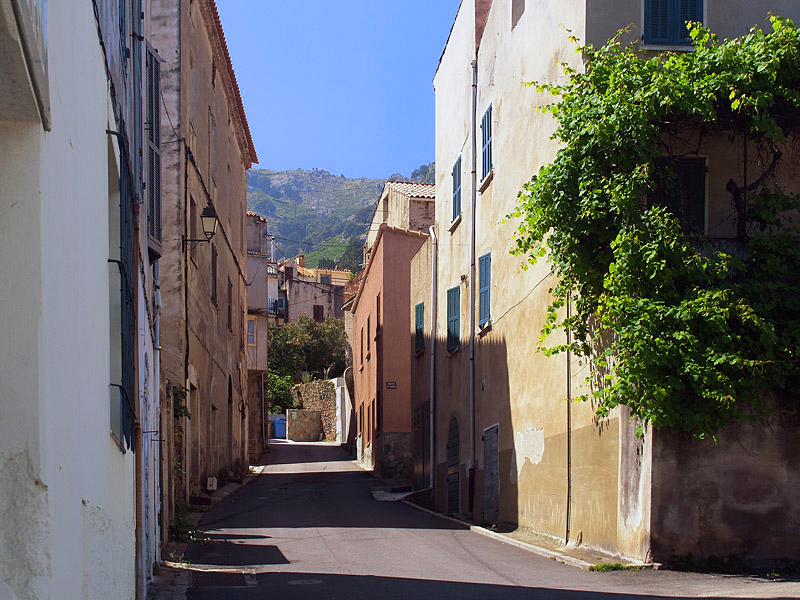
Ruelle
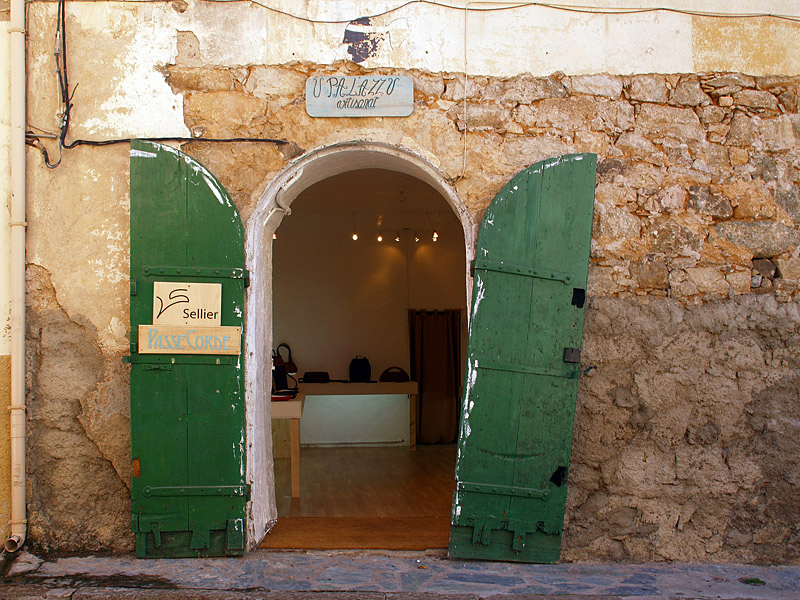
Artesania local
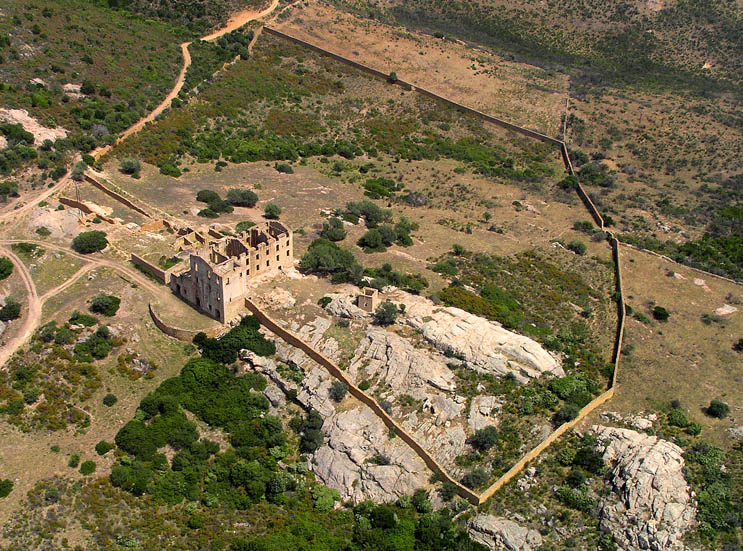
Residència de Lutzibeu
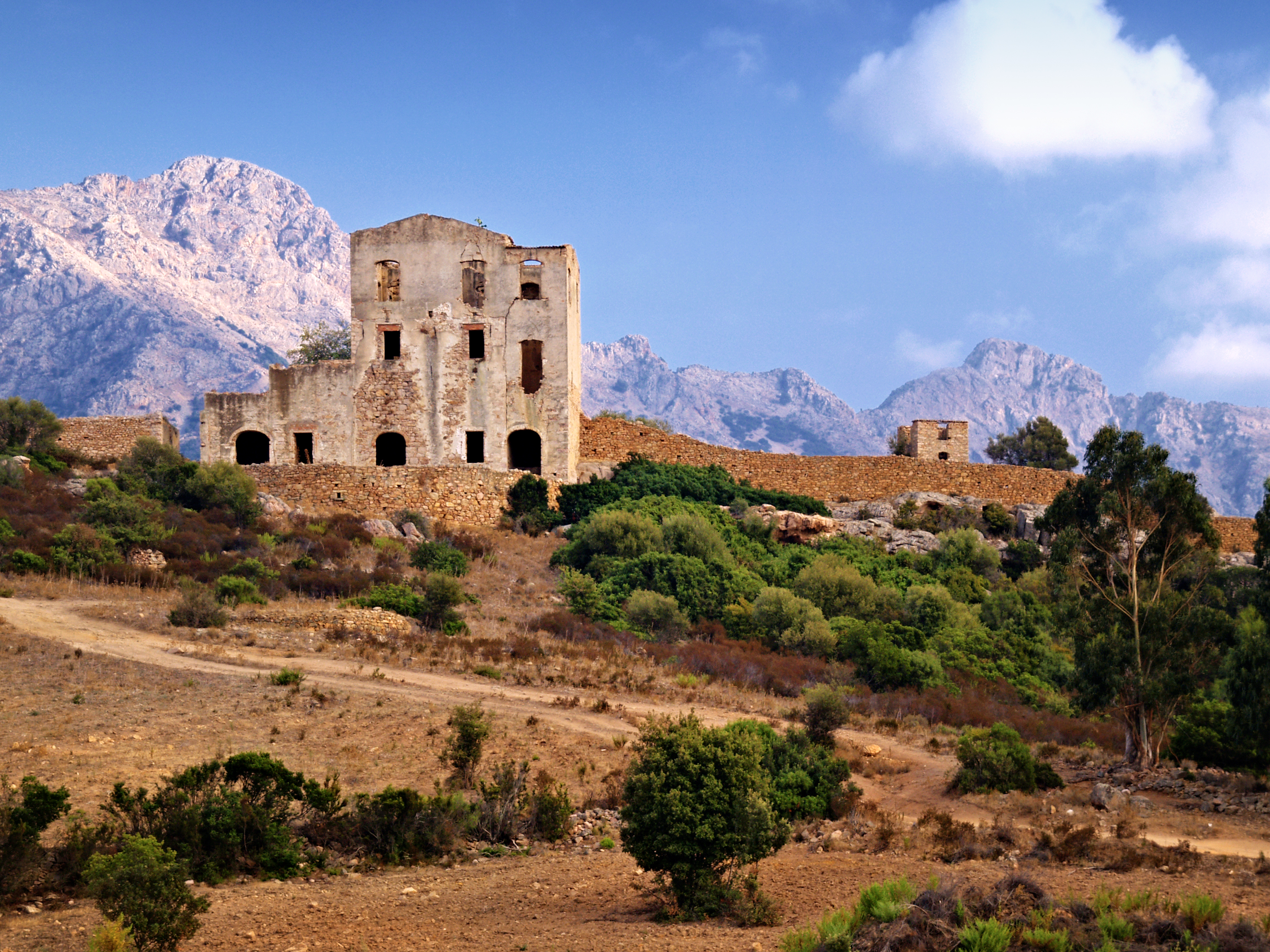
Residència de Lutzibeu
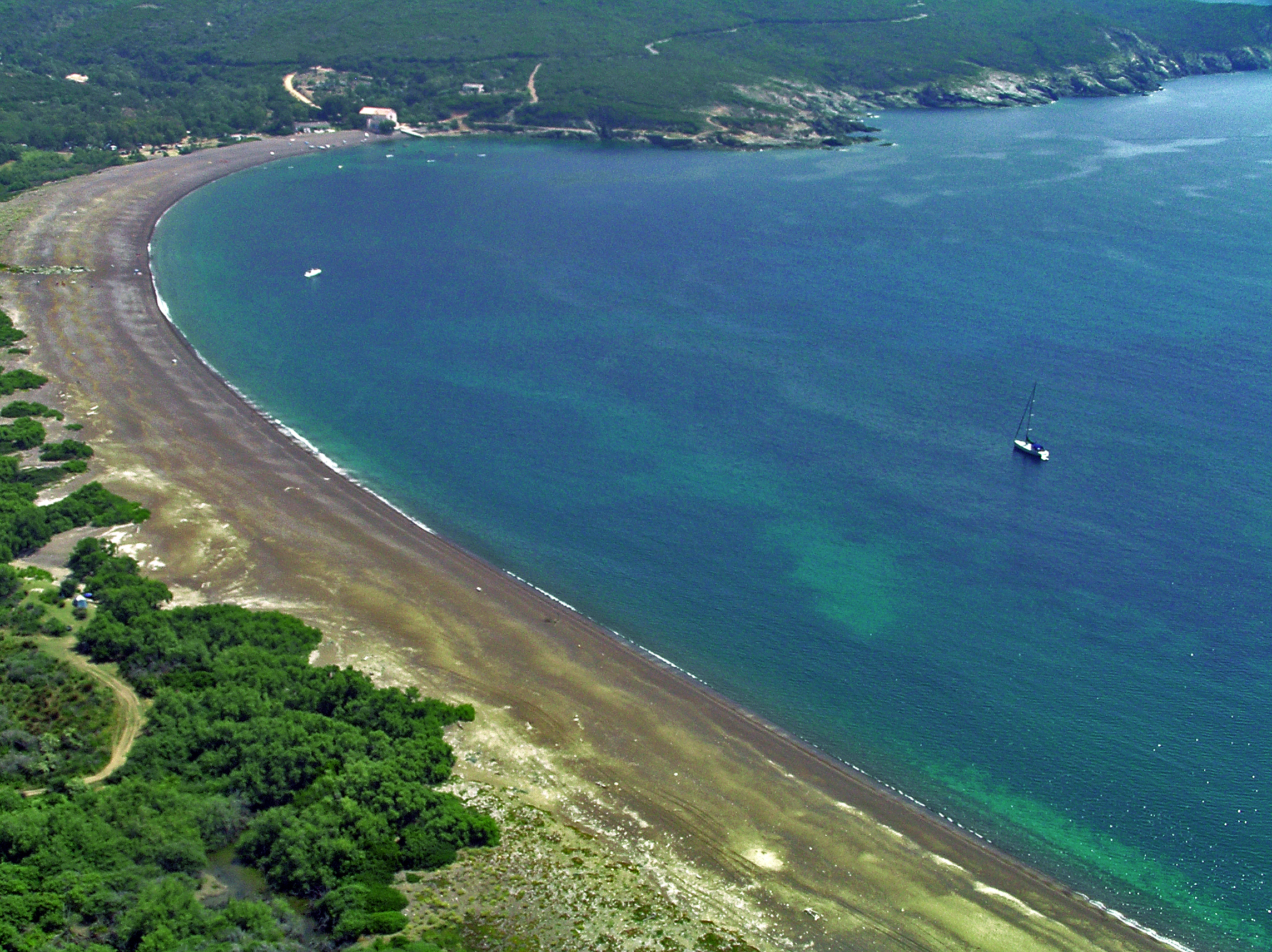
Platja i llogaret de L'Argentella